# Sean Frye
Sean Anthony Frye (Los Angeles, 16 settembre 1966) è un attore statunitense.
È conosciuto per aver interpretato il ruolo di Steve nel film E.T. l'extra-terrestre (1982).
Frye è nato a Hollywood, figlio dell'attore Virgil Frye e fratello maggiore dell'attrice Soleil Moon Frye.
Non è più attivo dal 1988.

## Filmografia parziale
- Non rubare... se non è strettamente necessario (Fun with Dick and Jane), regia di Ted Kotcheff (1977)
- La casa nella prateria (Little House on the Prairie) – serie TV, episodi 5x17 (1979)
- E.T. l'extra-terrestre (E.T. the Extra-Terrestrial), regia di Steven Spielberg (1982)
- Scuola di geni (Real Genius), regia di Martha Coolidge (1985)
- Per gioco e... per amore (For Keeps?), regia di John G. Avildsen (1988)

## Doppiatori italiani
- Riccardo Rossi in E.T. l'extra-terrestre
- Alessio Puccio in E.T. l'extra-terrestre (ridoppiaggio del 2002)